# Siazán
Siazán (en azerí: Siyəzən) es una localidad de Azerbaiyán, capital del raión homónimo.
Se encuentra a una altitud de 55 m sobre el nivel del mar. 

## Demografía
Según estimación 2010 contaba con 25213 habitantes.